# Nicole Anderson
Nicole Gale Anderson (Rochester, 29 agosto 1990) è un'attrice statunitense.
È conosciuta principalmente per aver interpretato il ruolo di Macy Misa nella serie televisiva Jonas L.A..

## Biografia
Nicole è nata a Rochester, Indiana. È in parte britannica (per il padre), svedese, tedesca, filippina (per sua madre), e ha discendenze spagnole. Ha debuttato partecipando ad alcuni episodi di serie televisive quali Unfabulous, SOP Gigsters, ICarly, Zoey 101, Hannah Montana e Nobody, prima di diventare una delle protagoniste del film Princess, del 2008.
Dallo stesso anno è inoltre protagonista delle serie televisive per ragazzi Sunday! Sunday! Sunday! e Jonas, distribuita a livello mondiale.
Nel 2009 è inoltre nel cast del film Accused at Seventeen.. Contemporaneamente, prende parte ad alcuni episodi della serie televisiva Make it or break it.

## Carriera
Quando era più giovane, ha vinto concorsi nazionali di ginnastica, ma è stata costretta al ritiro a causa di ripetuti infortuni. La Anderson si è aggiudicata una borsa di studio per la modeling school della Georgia Barbizon, a 15 anni. Allora ha cominciato a studiare recitazione e audizioni.  Ha registrato alcuni annunci stampa e spot televisivi, tra cui Mary Kate & Ashley Online Abbigliamento, Every Girl, Stand Up, e  Bratz Pretty 'n' Punk & Treasures. Originariamente aveva sostenuto l'audizione per il ruolo di Stella in Jonas LA, però la parte è andata alla sua migliore amica, Chelsea Staub, mentre a lei è stato chiesto di presentarsi per la parte di Macy Misa. Nel 2013 ottiene una parte da protagonista nella serie televisiva Ravenswood, interpretando Miranda Collins. La serie viene però cancellata dopo solo dieci episodi prodotti a causa dei bassi ascolti.

## Filmografia

### Cinema
- Accused at 17, regia di Doug Campbell (2009)
- Mean Girls 2, regia di Melanie Mayron (2011)
- Lukewarm, regia di Thomas Makowski (2012)
- Red Line, regia di Robert Kyrmison (2013)

- Never, regia di Brett Allen Smith (2014)
- Un matrimonio inaspettato, regia W.D. Hogan (2018)

### Televisione
- Unfabulous – serie TV, episodio 2x09 (2005)
- Nobody, regia di Jeff Woolnough – film TV (2007)
- Zoey 101 – serie TV, episodio 3x04 (2007)
- Hannah Montana – serie TV, episodio 2x09 (2007)
- iCarly – serie TV, episodio 1x06 (2007)
- Sunday! Sunday! Sunday!, regia di Troy Miller – film TV (2008)
- Princess, regia di Mark Rosman – film TV (2008)
- Imagination Movers – serie TV, episodio 2x12 (2009)
- Make It or Break It - Giovani campionesse (Make It or Break It) – serie TV, 17 episodi (2009-2012)
- Jonas L.A. – serie TV, 29 episodi (2009-2010)
- Happy Endings – serie TV, episodio 2x02 (2011)
- Ringer – serie TV, episodio 1x07 (2011)
- Beauty and the Beast – serie TV, 36 episodi (2012-2016)
- Pretty Little Liars – serie TV, episodio 4x13 (2013)
- Ravenswood – serie TV, 10 episodi (2013-2014)
- The Wedding Do Over, regia di W.D. Hogan – film TV (2018)

## Doppiatrici italiane
- Valentina Pallavicino in Make It or Break It - Giovani campionesse
- Valentina Favazza in Jonas L.A.
- Eva Padoan in Mean Girls 2
- Emanuela D'Amico in Beauty and the Beast
- Rossa Caputo in Pretty Little Liars